# Budesonide
Budesonide (BUD), được bán dưới tên thương hiệu Pulmicort và một số tên khác, là một loại thuốc corticosteroid. Thuốc có sẵn dưới dạng ống hít, thuốc viên, thuốc xịt mũi, và các dạng đặt hậu môn. Dạng hít được sử dụng trong việc quản lý bệnh hen mạn tính và bệnh phổi tắc nghẽn mãn tính (COPD). Thuốc xịt mũi được sử dụng cho viêm mũi dị ứng và polyp mũi. Thuốc viên ở dạng giải phóng muộn và các dạng trực tràng có thể được sử dụng cho bệnh viêm ruột bao gồm bệnh Crohn, viêm loét đại tràng và viêm đại tràng vi thể.
Các tác dụng phụ thường gặp ở dạng hít bao gồm nhiễm trùng đường hô hấp, ho và đau đầu. Tác dụng phụ thường gặp với thuốc viên bao gồm cảm giác mệt mỏi, nôn mửa và đau khớp. Tác dụng phụ nghiêm trọng bao gồm tăng nguy cơ nhiễm trùng, loáng xương và đục thủy tinh thể. Sử dụng lâu dài dạng thuốc viên có thể gây suy thượng thận. Ngừng thuốc đột ngột sau khi sử dụng lâu dài có thể nguy hiểm. Dạng hít thường an toàn khi mang thai. Budesonide chủ yếu có tác dụng như một glucocorticoid.
Budesonide ban đầu được cấp bằng sáng chế vào năm 1973. Commercial use as an asthma medication began in 1981. Sử dụng thương mại như thuốc điều trị hen từ năm 1981. Thuốc nằm trong Danh sách các thuốc thiết yếu của WHO, các loại thuốc hiệu quả và an toàn nhất trong hệ thống y tế. Có một số dạng có sẵn dưới dạng thuốc gốc. Giá bán buôn ở các nước đang phát triển cho một ống hít chứa 200 liều là khoảng 5 đến 7 đô la Mỹ vào năm 2014. Tính đến năm 2015, chi phí cho một tháng dùng thuốc hít điển hình tại Hoa Kỳ là từ 100 đô la Mỹ đến 200 đô la Mỹ.